# Setophaga coronata
La dendroica groppone giallo (Setophaga coronata (Linnaeus, 1766)) è un uccello passeriforme appartenente alla famiglia dei Parulidae e originario dell'America del Nord, centrale e del Sud.

## Distribuzione e habitat
La dendroica groppone giallo è originaria di Alaska, Canada, regioni caraibiche e Stati Uniti continentali.